# Las Tunas (Santa Fe)
Las Tunas es una comuna argentina ubicada en el departamento Las Colonias de la provincia de Santa Fe. Se encuentra sobre la ruta provincial 50s que une las localidades de Franck con San Jerónimo Norte, distando 5 km de la primera y 8 km de la segunda; el tramo que la une con San Jerónimo Norte fue pavimentado en 2008.

## Fundación
Es una de las localidades más antiguas del departamento, su desarrollo inicial se debió a la llegada del ferrocarril en 1886 del ramal que unía Empalme San Carlos con Gálvez, hoy levantado. En 1899 llegó a la localidad Nelson Town, quien inició aquí las clases de lo que sería la Universidad Adventista del Plata hasta que tanto se construyeron las instalaciones en estación Puíggari. En 1926 se inauguró en esta localidad la primera cremería de la firma Milkaut. Cuenta con escuela, templo católico, puesto policial, un club deportivo (Independiente) y una estación de ferrocarril en muy buen estado de conservación; anualmente se lleva a cabo la Fiesta de la Cerveza.

## Población
Cuenta con 558 habitantes (Indec, 2010), lo que representa un incremento frente a los 531 habitantes (Indec, 2001) del censo anterior.
| Gráfica de evolución demográfica de Las Tunas entre 1991 y 2010 |
|                                                                 |
| Fuente: Censos nacionales del INDEC                             |